# Wereldkampioenschap schaatsen allround vrouwen 1976
Het zevenendertigste Wereldkampioenschap schaatsen allround voor vrouwen werd op 21 en 22 februari 1976 verreden op de ijsbaan van Gjøvik, Noorwegen.
Negenentwintig schaatssters uit elf landen, Noorwegen (3), de DDR (2), Finland (2), Nederland (4), Polen (3), de Sovjet-Unie (4), West-Duitsland (1), Zweden (2), Japan (2), Canada (2) en de Verenigde Staten (4) namen eraan deel. Zeven rijdsters debuteerden deze editie.
De Canadese Sylvia Burka legde in haar zesde deelname beslag op de wereldtitel. Canada werd daarmee het achtste land, na Oostenrijk (1x), Noorwegen (4x), de Verenigde Staten (1x), Finland (3x), de Sovjet-Unie (20x), Nederland (6x) en de DDR (1x) waar de wereldtitel naartoe zou gaan.
Tatjana Averina werd voor het derde opeenvolgende jaar tweede en de derde plaats ging voor het tweede opeenvolgende jaar naar de Amerikaanse Sheila Young.
Van de Nederlandse afvaardiging, bestaande uit debutante Margriet Pomper en Annie Borckink, Haitske Pijlman en Sijtje van der Lende, wist alleen Van der Lende een afstandsmedaille te veroveren, zilver op de 1500m.
Ook dit kampioenschap werd over de kleine vierkamp,respectievelijk de 500m, 1500m,1000m, en 3000m, verreden.

## Afstand medailles
| Afstand | Goud ·       | Zilver ·             | Brons ·              |
| ------- | ------------ | -------------------- | -------------------- |
| 500m    | Sheila Young | Leah Poulos          | Paula-Irmeli Halonen |
| 1500m   | Sylvia Burka | Sijtje van der Lende | Tatjana Averina      |
| 1000m   | Sheila Young | Tatjana Averina      | Sylvia Burka         |
| 3000m   | Karin Kessow | Sylvia Filipsson     | Monika Zernicek      |

## Klassement
| Rang   | Schaatsster          | Land                           | Punten  | 500m       | 1500m        | 1000m        | 3000m        |
| ------ | -------------------- | ------------------------------ | ------- | ---------- | ------------ | ------------ | ------------ |
| Goud   | Sylvia Burka         | Canada                         | 184,840 | 44,09 (5)  | 2.18,60 (1)  | 1.29,59 (3)  | 4.58,53 (7)  |
| Zilver | Tatjana Averina      | Sovjet-Unie                    | 185,283 | 43,79 (4)  | 2.19,44 (3)  | 1.29,58 (2)  | 5.01,34 (9)  |
| Brons  | Sheila Young         | Verenigde Staten               | 186,540 | 42,26 (1)  | 2.20,76 (6)  | 1.28,69 (1)  | 5.12,09 (14) |
| 4      | Sijtje van der Lende | Nederland                      | 186,580 | 45,40 (15) | 2.19,38 (2)  | 1.30,63 (7)  | 4.56,43 (4)  |
| 5      | Paula-Irmeli Halonen | Finland                        | 186,716 | 43,69 (3)  | 2.20,38 (4)  | 1.30,02 (4)  | 5.07,34 (13) |
| 6      | Sylvia Filipsson     | Zweden                         | 186,766 | 44,73 (9)  | 2.20,56 (5)  | 1.31,83 (14) | 4.55,61 (2)  |
| 7      | Karin Kessow         | Duitse Democratische Republiek | 187,425 | 45,72 (18) | 2.2,28 (9)   | 1.32,22 (16) | 4.51,01 (1)  |
| 8      | Lisbeth Korsmo-Berg  | Noorwegen                      | 187,932 | 45,35 (14) | 2.21,95 (12) | 1.31,69 (13) | 4.56,52 (5)  |
| 9      | Ljoedmila Ankudimova | Sovjet-Unie                    | 188,103 | 45,07 (11) | 2.20,76 (6)  | 1.30,43 (5)  | 5.05,39 (12) |
| 10     | Monika Zernicek      | Duitse Democratische Republiek | 188,167 | 45,99 (20) | 2.21,33 (10) | 1.31,58 (11) | 4.55,66 (3)  |
| 11     | NaNCy Swider         | Verenigde Staten               | 188,190 | 45,33 (13) | 2.22,97 (15) | 1.30,61 (6)  | 4.59,39 (8)  |
| 12     | Erwina Rys           | Polen                          | 189,087 | 45,24 (12) | 2.22,32 (13) | 1.31,63 (12) | 5.03,55 (11) |
| 13     | Galina Stepanskaja   | Sovjet-Unie                    | 189,112 | 46,63 (24) | 2.21,15 (8)  | 1.31,49 (10) | 4.58,12 (6)  |
| 14     | Annie Borckink       | Nederland                      | 189,125 | 45,51 (17) | 2.21,35 (11) | 1.31,93 (15) | 5.03,20 (10) |
| 15     | Kim Kostron          | Verenigde Staten               | 191,125 | 44,37 (6)  | 2.24,18 (18) | 1.31,11 (8)  | 5.18,84 (16) |
| 16     | Vera Brindzej        | Sovjet-Unie                    | 192,595 | 45,43 (16) | 2.23,59 (16) | 1.34,20 (21) | 5.13,21 (15) |
| NC17   | Haitske Pijlman      | Nederland                      | 138,980 | 44,93 (10) | 2.22,71 (14) | 1.32,96 (17) | -            |
| NC18   | Ann-Sofie Järnström  | Zweden                         | 139,097 | 44,40 (7)  | 2.27,02 (23) | 1.31,38 (9)  | -            |
| NC19   | Liz Appleby          | Canada                         | 141,275 | 46,18 (21) | 2.23,88 (17) | 1.34,27 (22) | -            |
| NC20   | Tuula Vilkas         | Finland                        | 141,277 | 45,96 (19) | 2.25,64 (21) | 1.33,54 (18) | -            |
| NC21   | Makiko Nagaya        | Japan                          | 141,315 | 44,51 (8)  | 2.29,34 (26) | 1.34,05 (20) | -            |
| NC22   | Margriet Pomper      | Nederland                      | 141,718 | 46,61 (23) | 2.24,55 (20) | 1.33,85 (19) | -            |
| NC23   | Janina Korowicka     | Polen                          | 143,043 | 46,66 (25) | 2.26,74 (22) | 1.34,94 (24) | -            |
| NC24   | Yuko Ota             | Japan                          | 143,925 | 46,46 (22) | 2.29,04 (25) | 1.35,57 (25) | -            |
| NC25   | Ewa Malewicka        | Polen                          | 144,230 | 47,44 (28) | 2.28,29 (24) | 1.34,72 (23) | -            |
| NC26   | Anne Gjersem         | Noorwegen                      | 146,767 | 47,09 (26) | 2.32,33 (27) | 1.37,80 (27) | -            |
| NC27   | Berit Haugård        | Noorwegen                      | 147,483 | 47,23 (27) | 2.33,94 (28) | 1.37,88 (28) | -            |
| NC28   | Brigitte Flierl      | West-Duitsland                 | 148,125 | 47,90 (29) | 2.34,86 (29) | 1.37,21 (26) | -            |
| -      | Leah Poulos          | Verenigde Staten               | 91,177  | 43,08 (2)  | 2.24,29 (19) | Diskw.       | -            |

* = met val
NC = niet gekwalificeerd
NF = niet gefinisht
NS = niet gestart
DQ = gediskwalificeerd
Vet gezet = kampioenschapsrecord